# Corregimiento de Chiloé
El corregimiento de Chiloé, conocido también como la provincia de Chiloé, fue una división política y territorial del Imperio español dentro de la capitanía general de Chile que abarcaba el archipiélago de Chiloé y los fuertes de San Miguel de Calbuco (creado en 1602) y de Maullín (fundado en 1622 y con puerto desde 1790). En lo religioso dependía de la diócesis de La Imperial.
Luego de la fundación de la Ciudad de Santiago de Castro en 1567 Chiloé estuvo brevemente a cargo de un gobernador hasta 1568, cuando fue establecido el corregimiento de Chiloé por la Real Audiencia de Concepción en su interinato de gobierno en el reino de Chile, siendo su primer corregidor Gome de Lagos. El corregidor presidía el cabildo de la ciudad. 
Luego de la ocupación holandesa de la ciudad su posterior reconquista gracias a la combate de Castro de 1660, en 1601 Chiloé volvió a ser un gobierno político y militar a cargo de un gobernador (gobierno de Chiloé), siendo segregado en 1768 de la capitanía general de Chile y pasando al virreinato del Perú. En 1784 se convirtió en la intendencia de Chiloé.